# عريصمة (المسيمير)

تعديل مصدري - تعديل

عريصمـة هي إحدى قرى عزلة المسيمير بمديرية المسيمير التابعة لمحافظة لحج، بلغ تعداد سكانها 314 نسمة حسب تعداد اليمن لعام 2004.